# Marcello Giordani
Marcello Giordani  (Augusta, Sicilia, Italia; 25 de enero de 1963-ibidem; 5 de octubre de 2019) fue un tenor italiano de relevancia internacional, especialmente en Europa y Estados Unidos; en el Metropolitan Opera cantó más de 170 representaciones desde su debut en 1993.

## Biografía
Estudió en Milán con Nino Carta y en 1986 debutó en Rigoletto en el Festival dei Due Mondi de Spoleto. En 1988 en La Scala en La bohème y en América como Nadir en Les pêcheurs de perles en Portland, seguido por San Francisco Opera, Seattle, Los Angeles Opera y Filadelfia.
Debutó en el Metropolitan Opera en 1993 en L'elisir d'amore. En 1995 en La traviata en Covent Garden con Sir Georg Solti y en las premieres de Benvenuto Cellini y Il pirata en el Met.
Cantó en la Opernhaus Zürich, Wiener Staatsoper, Ópera Nacional de París, Gran Teatro del Liceo, Deutsche Oper Berlin, Houston Grand Opera, Maggio Musicale Fiorentino, Roma, Teatro Regio de Turín y Parma, Teatro Massimo, Verona, Verbier y Torre del Lago Puccini. 
En agosto de 2008, cantó en un concierto junto con Salvatore Licitra y Ramón Vargas en Pekín para las Olimpíadas.
Estuvo casado desde 1990 con Vilma Giordani, con quien tuvo dos hijos.

## Repertorio
- Vincenzo Bellini
  - Il pirata (Gualtiero)
  - I Puritani (Arturo)
  - La straniera (Arturo)

- Héctor Berlioz
  - Benvenuto Cellini (Cellini)
  - La Damnation de Faust (Faust)
  - Les Troyens (Énée)
  - Requiem

- Georges Bizet
  - Carmen (Don Jose)
  - Les pêcheurs de perles (Nadir)

- Francesco Cilea
  - Adriana Lecouvreur (Maurizio)

- Gaetano Donizetti
  - La favorite (Fernand)
  - La fille du régiment (Tonio)
  - Lucia di Lammermoor (Edgardo)
  - Lucrezia Borgia (Gennaro)
  - L'elisir d'amore (Nemorino)

- Umberto Giordano
  - Andrea Chénier (Chenier)

- Charles Gounod
  - Faust (Faust)
  - Romeo y Julieta (Romeo)

- Jules Massenet
  - Manon (Des Grieux)
  - Werther (Werther)

- Giacomo Meyerbeer
  - Los hugonotes (Raoul)

- Jacques Offenbach
  - Los cuentos de Hoffmann (Hoffmann)

- Amilcare Ponchielli
  - La Gioconda (Enzo)

- Giacomo Puccini
  - Edgar (Edgar)
  - La bohème (Rodolfo)
  - Madama Butterfly (Pinkerton)
  - Manon Lescaut (Des Grieux)
  - Tosca (Mario Cavaradossi)
  - Turandot (Calaf)

- Gioacchino Rossini
  - Guillermo Tell (Arnold)

- Richard Strauss
  - El caballero de la rosa (Italian singer)

- Piotr Ilich Chaikovski
  - Eugenio Oneguin (Lensky)

- Giuseppe Verdi
  - Attila (Foresto)
  - Don Carlos (Don Carlo)
  - Las vísperas sicilianas (Arrigo)
  - El trovador (Manrico)
  - La fuerza del destino (Álvaro)
  - La traviata (Alfredo)
  - Las vísperas sicilianas (Henri)
  - Luisa Miller (Rodolfo)
  - Requiem
  - Rigoletto (The Duke)
  - Simón Boccanegra (Gabriele Adorno)
  - Un baile de máscaras (Riccardo)
  - Ernani (Ernani)

- Riccardo Zandonai
  - Francesca da Rimini (Paolo Malatesta)

## Discografía
- La bohème (Cristina Gallardo-Domâs, Elena Mosuc, Marcello Giordani, Michael Volle, Cheyne Davidson, László Polgár; Franz Welser-Möst). (DVD)
- La Gioconda  (Lucia Mazzaria, Marcello Giordani, Alberto Mastromarino, JAndrea Cortese, Valerio Saggi; Teatro Massimo; Donato Renzetti). (DVD)
- Madama Butterfly (Fiorenza Cedolins, Francesca Franci, Marcello Giordani, Juan Pons, Carlo Bosi; Verona, Daniel Oren. TDK (DVD)
- Manon Lescaut (Karita Mattila, Marcello Giordani, Dwayne Croft, Dale Travis; Metropolitan Opera James Levine). (DVD)
- Steven Mercurio: Many Voices (Andrea Bocelli, Rolando Villazón, Sumi Jo, Gino Quilico; Steven Mercurio). (CD)
- A Midsummer Night's Dream - (Marcello Giordani, Cecilia Bartoli, Renée Fleming, Roberto Alagna) (CD)
- Sicilia Bella (Steven Mercurio). (CD)
- Tenor Arias (Steven Mercurio). (CD)
- Jérusalem (Marcello Giordani, Roberto Scandiuzzi, Marina Mescheriakova; Fabio Luisi). (CD)
- "Viva Verdi" A 100th Anniversary Celebration (CD)